# 滋賀県道170号高木八日市線
滋賀県道170号高木八日市線（しがけんどう170ごう たかぎようかいちせん）は、滋賀県東近江市を通る一般県道である。

## 概要
東近江市高木町から東近江市市辺町に至る。

### 路線データ
- 起点：東近江市高木町（滋賀県道508号中里山上日野線交点）
- 終点：東近江市市辺町（滋賀県道168号下羽田市辺線交点）
- 総延長：10.4 km

## 路線状況

### 別名
- 布引街道

### 重複区間
- 滋賀県道45号石原八日市線（東近江市芝原町・芝原町交差点 - 東近江市蛇溝町・蛇溝町交差点）

### 道路施設

#### 橋梁
- 上蛇砂川橋（蛇砂川、東近江市）

## 地理

### 通過する自治体
- 東近江市

### 交差する道路
| 交差する道路                                                                  | 交差する場所               | 交差する場所   |
| ----------------------------------------------------------------------------- | -------------------------- | -------------- |
| 滋賀県道508号中里山上日野線                                                   | 高木町                     | 起点           |
| 国道307号 / 近江グリーンロード                                                | 瓜生津町（うりうづちょう） | 瓜生津町交差点 |
| 滋賀県道46号八日市蒲生線                                                      | 大森町                     | 大森町交差点   |
| 沖野通り                                                                      | 芝原町                     |                |
| 滋賀県道45号石原八日市線 / 大凧通り 重複区間起点                              | 芝原町                     | 芝原町交差点   |
| 滋賀県道13号彦根八日市甲西線 滋賀県道45号石原八日市線 / 大凧通り 重複区間終点 | 蛇溝町                     | 蛇溝町交差点   |
| 滋賀県道168号下羽田市辺線 / 新道                                              | 市辺町                     |                |
| 滋賀県道168号下羽田市辺線                                                     | 市辺町                     | 終点           |

### 交差する鉄道
- 近江鉄道本線

### 沿線
- 東近江市立市原小学校
- 市原簡易郵便局
- 白鳥神社
- 八日市玉緒郵便局
- 東近江市立玉緒小学校、玉緒幼稚園
- 近江鉄道本線 長谷野駅
- 磐坂市辺押磐皇子御墓
- 八日市市辺郵便局
- 東近江市八日市公設地方卸売市場
- 東近江市立船岡中学校
- 近江鉄道八日市線 市辺駅